# Lesepate
Lesepaten sind Personen, die die Lesekompetenz Anderer fördern, also Leseförderung betreiben.
Lesepaten gehen im Rahmen außerschulischer Projekte jeweils für eine oder mehrere Stunden in Schulen, Vorschulen, Kindertagesstätten, Bibliotheken oder auch andere Leseorte. Dort lesen sie entweder vor, lesen gemeinsam mit den Kindern oder lassen sich von den Schülern / Kindern vorlesen. Sind die Paten selbst Schüler, nennt man sie Lesescouts.
Je nach Zielrichtung arbeiten sie entweder wie bei einer Patenschaft über längere Zeit mit demselben Kind beziehungsweise derselben Gruppe von Kindern, oder sie arbeiten in offener Form mit wechselnden Kindern.
Schwerpunkte der Leseförderung sind Kinder im Vorschul- und Schulalter. Aber auch Kindergartenkinder, Kleinkinder oder junge Erwachsene können gefördert werden. Einige Gruppen bieten auch die Patenschaft für Erwachsene an, die eine höhere Lesekompetenz erwerben wollen, weil sie beispielsweise des Lesens in deutscher Sprache nicht oder nur unzureichend mächtig sind.
Lesepaten arbeiten im Allgemeinen ehrenamtlich und gehören meist einer Leseinitiative an.

## Ziele und Hintergründe
Die Lesepaten wollen die Freude am Lesen wecken und die Lesefähigkeit und die Lesekompetenz von Kindern erhöhen.
Die Fähigkeit zu lesen und das Gelesene zu verstehen ist eine grundlegende und wesentliche Kulturtechnik unserer heutigen Welt. Lesen wird als Voraussetzung für Bildung und eine erfolgreiche Teilhabe am Berufsleben und gesellschaftlichen Prozessen angesehen.
Die Idee der Lesepatenschaft entstand aus der Feststellung heraus, dass in vielen Familien nur noch wenig oder gar nicht gelesen oder vorgelesen wird. So besteht die Befürchtung, dass manchem Kind die Welt des Lesens und insbesondere der Bücher fremd bleiben wird. Die USA spielten eine Vorreiterrolle bei der Idee von Lesepatenschaft.
Beispielhafte Zieldarstellung der Leseinitiative Lesewelt Berlin|Lesewelt Berlin e. V.:

„Ziel von Lesewelt Berlin e. V. ist es, durch Vorlesen bei Kindern die Freude am Lesen zu wecken. Lesenkönnen ist eng an das Lesenwollen gebunden. Deshalb ist es wichtig, die Kinder zum Lesen zu motivieren. Wenn Erwachsene mit Kindern Bücher betrachten, wächst in den Kindern nicht nur die Neugierde auf Geschichten, sondern sie genießen in dieser Zeit auch das Gefühl persönlicher Zuwendung. So kann es gelingen, den Mädchen und Jungen ein schönes Erlebnis mit Büchern zu vermitteln.

Doch nicht nur das. Durch das Vorlesen wird auch die Geduld, Ausdauer und Konzentration unterstützt. Diese Fähigkeiten erleichtern das Lesenlernen in der Schule und erhöhen damit die Chancen auf eine erfolgreiche Schulzeit.

Und für Kinder aus nichtdeutschen Kultur- und Sprachräumen sind die Lesewelt-Vorlesestunden eine unbeschwerte Möglichkeit, ihre Sprachkenntnisse zu verbessern. Vorlesen, erzählen und gemeinsame Spiele erweitern den Wortschatz und fördern das Sprechen.“

## Leseinitiativen
Es gibt verschiedene Vereine und Institutionen, die sich der Leseförderung verschrieben haben und die Lesepaten vermitteln. Bei einigen Initiativen ist die Vermittlung von Lesepaten nur eines von mehreren Projekten der Leseförderung oder des bürgerschaftlichen Engagements. In Nachwirkung der Pisa-Studie, bei der eine teilweise unzureichende Lese- und Sprachkompetenz in Deutschland festgestellt wurde, wurden in Deutschland weitere Leseinitiativen gegründet. Auch haben einige Institutionen, zum Beispiel Schulen, Lesepaten, die nur dort tätig sind und die keinem weiteren Verein angehören.